# Жан Понс В'єнне
Жан Понс Гійом В'єнне — французький військовий, політик та письменник. народився у 18 листопада 1777 року, у місті Без'є, департамент Еро вмер у 10 липні 1868 році, у місті Ле-Валь-Сен-Жермен, департамент Ессон.

## Життя
Жан Понс В'єнне був сином Жака Жозефа Вієнне який пізніший став священиком. Луї Еспрі Вієнне був його братом.
Вієнне був солдатом та дослужився до офіцера генерального штабу Наполеона Бонапарта. Опублікувавши свою сатиру «Під шифоньєрами», Вієнне ризикнув своєю військовою кар'єрою, та був вигнаний з армії.
Вієнне переїхав на південь Франції, де його родич, Жозеф Бартелемі Вієнне придбав замок Рессак влітку 1828 року. Маючи політичні інтереси, він був членом парламенту, та швидко публікував свої праці.
Як спадкоємець Луї-Філіпа де Сегюра Французька академія прийняла його в академію у 1830 році. Він досяг вершини своєї політичної кар'єри коли його призначили пером Франції у 1839 році.
В'єнне був членом Товариство драматичних авторів і композиторів(француз.Société des auteurs et compositeurs dramatiques), заснованого П'єром Огюстеном Кароном де Бомарше у 1777 році, і став його президентом між 1841 і 1843 роками. Його замінив Шарль-Гійом Етьєн, після цього він повернувся на цю посаду у 1845 році. У 1847 році його змінив П'єр-Антуан Лебрен, а після цього його змінив Віктора Гюго. Вієнне востаннє обійняв цю посаду в 1849 році.
Жан Понс Вієнне помер у 10 липня 1868 року у віці 90 років.
Літературна творчість Вієнне була від сатир та героїчних поем, у яких оспівуються сучасні герої та політичні герої (Наполеон), до трагедій у класичному стилі, в яких він зображує античних героїв (Олександр Македонський). Його історичні романи та байки здобули більше визнання у публіки, ніж п'єси, що здебільшого мали прем'єру у Французькому театру який у Парижі.